# チョ・ソンモ
チョ・ソンモ（1977年3月11日 - ）は、韓国の歌手。身長179cm、血液型AB型。ソウル特別市出身。ニックネームは「バラードの王子」。ゴールデンディスク大賞を三回受賞等、韓国の音楽界において様々な記録保持者としても知られる。

## 経歴
1998年9月3日、アルバム『To Heaven』でデビュー。このアルバムがその年だけで韓国最多150万枚を記録。
2006年3月30日より兵役のため一旦歌手活動を停止。論山訓練所に入隊し約1ヵ月の訓練の後、同年4月28日から京畿道九里市庁文化広報課で公益勤務要員として服務。
2008年5月23日除隊。同年11月1日ソウルから“CRY OUT”ライブコンサート、大阪・東京公演を含め12月31日まで韓日ツアーコンサートで除隊後の活動を開始した。2009年4月1日Mnet“Hidden track by 조성모”出演、芸能界カムバックした。
2009年4月9日、7枚目のアルバム『Second Half』（後半戦）発表。予約枚数だけで65,000枚を記録した。
2009年10月28日午前、ソウル孔陵洞陸軍士官学校で進行された KBS2TV 芸能プログラム出発ドリームチームシーズン2
録画途中、幅跳びに挑戦して左足首が開放骨折する重傷を負った。当日手術、11月11日2回目の手術（6時間に及ぶ）をした。それにより11月7日ソウルからスタートする“PASSION SHOW”コンサートが「暫定延期」となった。日本公演は12月
18日高槻現代劇場、19日中野サンプラザで開催予定だったが「暫定延期」となり、チケットは払い戻しとなった。
2010年1月19日、セジョン文化会館でミュージカル初挑戦『モーツァルト』の3人いる主役の1人で「スターキャスティング」出演予定だったが骨折により不可能となった。
2010年11月21日、自身のHPにて元タレントのク・ミンジとの結婚を発表。同27日にはソウル市の新羅ホテルにて挙式を行なった。

## ディスコグラフィ
- 1集『To Heaven』(1998年)
- 2集『For Your Soul』(1999年)
- 2.5集『CLASSIC』(2000年)
- 3集『Let me love』(2000年)
- 4集『No more Love』(2001年)
- ベストアルバム『Don't Forget to Remember』(2002年)
- 5集『歌人(カイン)』(2003年)
- 6集『My First』(2005年)
- 6.5集『Classic 1+1』(2005年)
- 7集『Second Half』(2009年)
- 初フィーチャリング参加、MCモン『死ぬように愛してる2』（2009年7月）
- デジタル・シングル『永遠な一つ』リリース（2009年8月）
- 韓国内初3DMV.チョ・ソンモ自作『愛された日々』映画「さよならいつか」上映前予告編として劇場公開（2010年3月）
- SBSドラマ「コーヒーハウス」O.S.T『笑うよ』参加.（2010年4月）
- スペシャルミニアルバム『ソンモ、Meet Brave』（2010年8月）

## ドラマ
- 「反転ドラマ」